# Cantonul Tôtes
Cantonul Tôtes este un canton din arondismentul Dieppe, departamentul Seine-Maritime, regiunea Haute-Normandie, Franța.

## Comune
| Comune                      | Populație (1999) | Cod poștal | Cod INSEE |
| --------------------------- | ---------------- | ---------- | --------- |
| Auffay                      | 1757             | 76720      | 76034     |
| Beauval-en-Caux             | 411              | 76890      | 76063     |
| Belleville-en-Caux          | 357              | 76890      | 76072     |
| Bertrimont                  | 241              | 76890      | 76086     |
| Biville-la-Baignarde        | 570              | 76890      | 76096     |
| Bracquetuit                 | 305              | 76850      | 76138     |
| Calleville-les-Deux-Églises | 303              | 76890      | 76153     |
| Étaimpuis                   | 605              | 76850      | 76249     |
| La Fontelaye                | 34               | 76890      | 76274     |
| Fresnay-le-Long             | 235              | 76850      | 76284     |
| Gonneville-sur-Scie         | 399              | 76590      | 76308     |
| Imbleville                  | 299              | 76890      | 76373     |
| Montreuil-en-Caux           | 429              | 76850      | 76449     |
| Saint-Denis-sur-Scie        | 444              | 76890      | 76574     |
| Saint-Maclou-de-Folleville  | 543              | 76890      | 76602     |
| Saint-Pierre-Bénouville     | 320              | 76890      | 76632     |
| Saint-Vaast-du-Val          | 356              | 76890      | 76654     |
| Saint-Victor-l'Abbaye       | 627              | 76890      | 76656     |
| Tôtes                       | 1.084            | 76890      | 76700     |
| Val-de-Saâne                | 1.342            | 76890      | 76018     |
| Varneville-Bretteville      | 292              | 76890      | 76721     |
| Vassonville                 | 376              | 76890      | 76723     |